# Висенте, Мариана
Мариана Висенте (англ. Mariana Vicente; род. 8 января 1989, Сан-Хуан) — пуэрто-риканская фотомодель. Мисс Пуэрто-Рико 2010.

## Биография
Мариана Паола Висенте Моралес родилась 8 января 1989 года в Пуэрто-Рико в семье бизнесмена Рамона Висента и пиар-менеджера Изаймы Моралес. Мариана — старшая из четырёх детей. С 4 лет занималась танцами, пением, живописью и музыкой. Окончила университет Пуэрто-Рико в Каролине.
В 2005 году получила награду «La Cara de Imagen L’Oreal».
В 2010 году Мариана победила в конкурсе «Мисс Пуэрто-Рико», а затем вошла в «Top 10» конкурса «Мисс Вселенная 2010».
С 2008 года снимается в кино. В 2015 году сыграла роль Лии в фильме «Вне/себя».

## Фильмография
| Год       |     | Русское название            | Оригинальное название       | Роль                     |
| --------- | --- | --------------------------- | --------------------------- | ------------------------ |
| 2008      | ф   | Моё лето с Амандой          | Mi verano con Amanda        | подруга №1               |
| 2012      | с   | Незаконно                   | Illegal                     | молодая Пьедад           |
| 2012—2019 | с   | Дерзкие и красивые          | The Bold and the Beautiful  | Перл / модель Форрестера |
| 2013—2014 | с   | Американская история ужасов | American Horror Story       | официантка Кэрол / Гвен  |
| 2015      | ф   | Дорога в Голливуд           | The D Train                 | девушка                  |
| 2015      | ф   | Машина времени в джакузи 2  | Hot Tub Time Machine 2      | девушка                  |
| 2015      | ф   | Крепись!                    | Get Hard                    | подруга Алиссы           |
| 2015      | ф   | Вне/себя                    | Self/less                   | Лиа                      |
| 2015      | в   | Приключения Джо Грязнули 2  | Joe Dirt 2: Beautiful Loser | стюардесса №2            |
| 2015      | с   | Королевы крика              | Scream Queens               | Кристина                 |
| 2015      | ф   | Ночь                        | Nocturna                    | Лидия Соната             |
| 2017      | с   | Озарк                       | Ozark                       | блондинка                |
| 2018      | ф   | Счастливчик                 | The Lucky Man               | Ребекка                  |
| 2018      | ф   | 5 свадеб                    | 5 Weddings                  | Алекса Дюпонт            |
| 2018      | ф   | Скорость убивает            | Speed Kills                 | официантка               |
| 2019      | кор |                             | Lady Justice                | Элис                     |
| 2020      | с   | Шучу                        | Kidding                     | Эмбер                    |
| 2020      | с   | Люцифер                     | Lucifer                     | Винус Хайатт             |
| 2020      | ф   | В ринге только девушки      | Chick Fight                 | Марни                    |
| 2021      | ф   |                             | Gym Rat                     | Лена                     |